# 胃底腺
胃底腺（いていせん、Fundic glands）は、胃粘膜を構成する外分泌腺の一種であり、固有胃腺（こゆういせん）とも呼ばれる。胃液成分である胃酸（塩酸）、ペプシノーゲン、粘液を産生する3種類の細胞からなる複合管状腺である。胃酸分泌細胞は壁細胞（英語：parietal cell）、ペプシノーゲン分泌細胞は主細胞（英語：chief cell）、粘液分泌細胞は腺頚部粘液細胞（英語：mucous neck cell）と呼ばれる。
胃底腺の分布する領域は、胃底部から胃体部であり，胃全体の2/3を占めている。